# Henrico Botes
Henrico Botes (* 24. Dezember 1979 in Rehoboth, Südwestafrika) ist ein ehemaliger namibischer Fußballspieler und Nationalspieler seines Heimatlandes. Er trat am 28. August 2015 als Nationalspieler zurück. Botes spielte zuletzt 2018 beim University of Pretoria FC in Südafrika und beendete im gleichen Jahr seine Karriere.
2005 wurde Botes zum Fußballer des Jahres in Namibia gewählt.